# Luxorský masakr
Luxorský masakr byl teroristický útok provedený 17. listopadu 1997 v archeologické lokalitě Dér el-Bahrí nedaleko egyptského Luxoru. Při útoku přišlo o život 62 lidí, přičemž z velké části se jednalo o zahraniční turisty.
Útok byl uskutečněn na popud exilových vůdců egyptské islamistické organizace Al-Gama'a al-Islamiyya, která chtěla tímto krokem zničit egyptskou ekonomiku a vyprovokovat vládu k represím, které by zvýšily podporu protivládních sil. Nicméně výsledkem tohoto útoku bylo uzavření příměří mezi vládou a islamisty.

## Poloha
Dér el-Bahrí je jednou z nejnavštěvovanějších egyptských lokalit. Nachází se zde pozoruhodný zádušní chrám královny Hatšepsut, známý též jako Džeser-Džeseru.

## Útok
V brzkých dopoledních hodinách zde teroristé z islamistické skupiny zavraždili 62 lidí. Na útoku se podílelo šest útočníků převlečených za ochranku, kteří byli vyzbrojeni automatickými zbraněmi a mačetami. Do chrámu královny Hatšepsut vstoupili přibližně v 8:45. Turisté, kteří se zde právě nacházeli, byli obklíčeni a po dobu zhruba čtyřiceti pěti minut byli postupně zabíjeni. Během tohoto útoku bylo mnoho obětí, především žen, zohaveno mačetami. Útočníci poté unesli autobus, avšak následně s ním narazili na stanoviště turistické policie a armády. Během přestřelky byl jeden terorista zraněn a zbytek utekl do hor. Jejich těla byla následně nalezena v jeskyni, kde teroristé zřejmě spáchali hromadnou sebevraždu.

## Oběti
Celkem bylo zavražděno 62 osob. Čtyři z nich byli Egypťané; tři policisté a průvodce. Zbylých 58 osob byli zahraniční turisté – 36 Švýcarů, 10 Japonců, 6 Britů, 4 Němci a 2 Kolumbijci.

## Reakce
Po incidentu odvolal egyptský prezident Husní Mubárak ministra vnitra generála Hassana el-Alfiho a nahradil ho generálem Habibem el-Adlym.
Útok se negativně podepsal na samotném cestovním ruchu. Počty turistů se snížily nejen v samotném Luxoru, ale i v celém Egyptě. Své mnohé příznivce ztratily i různé islamistické teroristické organizace a většina obyvatel se okamžitě postavila proti nim. Krátce po incidentu vypukly v Luxoru demonstrace, které volaly po okamžitém zásahu vlády. Organizátoři a příznivci tohoto masakru rychle pochopili, že tento útok byl velkým omylem a začali popírat svojí účast v tomto incidentu. Den po útoku přišel vůdce islamistické organizace Rifai Taha s prohlášením, že útočníci měli turisty pouze zajmout a vzít jako rukojmí. Šejk Omar Abdel-Rahman obvinil z útoku Izraelce a Ajmán Zavahrí označil útok jako práci egyptské policie.